# Paul und Prosper Henry

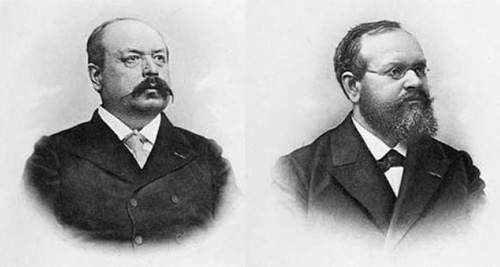
Paul-Pierre und Mathieu-Prosper Henry

Die Brüder Paul-Pierre Henry (* 21. August 1848 in Nancy; † 4. Januar 1905 in Montrouge) und Mathieu-Prosper Henry (bzw. Prosper-Mathieu Henry, * 10. Dezember 1849 in Nancy; † 25. Juli 1903 in Pralognan) waren französische Optiker und Astronomen.
Nach dem Tod von Jean Chacornac waren die beiden mit der Vollendung der Sternkarten beauftragt. Zur Erleichterung dieser Aufgabe bedienten sie sich der Fotografie. Die hierzu notwendigen Instrumente, einschließlich der großen Objektive, stellten sie selbst her. Ihnen ist die rasche Entwicklung der Astrofotografie im 19. Jahrhundert wesentlich zu verdanken.
Sie stellten zahlreiche Fernrohre und andere astronomische Instrumente her. Am Observatorium von Paris entdeckte jeder der Brüder sieben Asteroiden (siehe Liste der Asteroiden). Im November 1885 entdeckten sie erstmals fotografisch den Reflexionsnebel um die Plejaden.
Zu Ehren der Gebrüder wurde der 42 km große Mondkrater Henry Frères benannt, der Marskrater Henry, wie auch der Asteroid (1516) Henry.